# Santo Domingo Open 2022 - Doppio
Ariel Behar e Gonzalo Escobar erano i detentori del titolo ma hanno scelto di non partecipare.
In finale Ruben Gonzales e Reese Stalder hanno sconfitto Nicolás Barrientos e Miguel Ángel Reyes Varela con il punteggio di 7–6(5), 6-3.

## Teste di serie
1. Nicolás Barrientos /  Miguel Ángel Reyes Varela (finale)
2. Evan King /  Nicholas Monroe (primo turno)

1. Luis David Martínez  /  Nicolás Mejía (primo turno)
2. Roberto Quiroz /  Cristian Rodríguez (ritirati)

## Wildcard
1. Román Andrés Burruchaga /  Nick Hardt (semifinale, ritirati)

1. Peter Bertran /  Víctor Estrella Burgos (quarti di finale)

## Tabellone

### Legenda
| - Q = Qualificato - WC = Wild card - LL = Lucky loser | - ALT = Alternate - SE = Special Exempt - PR = Protected Ranking | - w/o = Walkover - r = Ritirato - d = Squalificato |

|  | Primo turno | Primo turno                  | Primo turno                  | Primo turno           | Primo turno           |  |  | Quarti di finale | Quarti di finale             | Quarti di finale             | Quarti di finale             | Quarti di finale          |                           |    | Semifinali | Semifinali                                   | Semifinali                                   | Semifinali                   | Semifinali                   |   |   | Finale | Finale | Finale | Finale | Finale |  |
|  |             |                              |                              |                       |                       |  |  |                  |                              |                              |                              |                           |                           |    |            |                                              |                                              |                              |                              |   |   |        |        |        |        |        |  |
|  | 1           | N Barrientos MÁ Reyes Varela | N Barrientos MÁ Reyes Varela | 6                     | 7                     |  |  |                  |                              |                              |                              |                           |                           |    |            |                                              |                                              |                              |                              |   |   |        |        |        |        |        |  |
|  |             | S Galdós P Tsitsipas         | S Galdós P Tsitsipas         | 3                     | 5                     |  |  | 1                | N Barrientos MÁ Reyes Varela | N Barrientos MÁ Reyes Varela | N Barrientos MÁ Reyes Varela | w/o                       |                           |    |            |                                              |                                              |                              |                              |   |   |        |        |        |        |        |  |
|  | Alt         | JS Gómez A Hoyos             | JS Gómez A Hoyos             | 1                     | 2                     |  |  |                  | P Cachín C Ugo Carabelli     | P Cachín C Ugo Carabelli     | P Cachín C Ugo Carabelli     |                           |                           |    |            |                                              |                                              |                              |                              |   |   |        |        |        |        |        |  |
|  |             | P Cachín C Ugo Carabelli     | P Cachín C Ugo Carabelli     | 6                     | 6                     |  |  |                  |                              |                              |                              |                           |                           |    | 1          | N Barrientos MÁ Reyes Varela                 | N Barrientos MÁ Reyes Varela                 | N Barrientos MÁ Reyes Varela | 3                            |   |   |        |        |        |        |        |  |
|  |             | Bye                          | Bye                          | Bye                   | Bye                   |  |  |                  |                              | WC                           | RA Burruchaga N Hardt        | RA Burruchaga N Hardt     | RA Burruchaga N Hardt     | 1r |            |                                              |                                              |                              |                              |   |   |        |        |        |        |        |  |
|  |             | R Bonadio A Giannessi        | R Bonadio A Giannessi        | R Bonadio A Giannessi | R Bonadio A Giannessi |  |  |                  | R Bonadio A Giannessi        | R Bonadio A Giannessi        | R Bonadio A Giannessi        |                           |                           |    |            |                                              |                                              |                              |                              |   |   |        |        |        |        |        |  |
|  | WC          | RA Burruchaga N Hardt        | 6                            | 5                     | [10]                  |  |  | WC               | RA Burruchaga N Hardt        | RA Burruchaga N Hardt        | RA Burruchaga N Hardt        | w/o                       |                           |    |            |                                              |                                              |                              |                              |   |   |        |        |        |        |        |  |
|  |             | F Juárez F Mena              | 3                            | 7                     | [7]                   |  |  |                  |                              |                              |                              |                           |                           |    | 1          | Nicolás Barrientos Miguel Ángel Reyes Varela | Nicolás Barrientos Miguel Ángel Reyes Varela | 65                           | 3                            |   |   |        |        |        |        |        |  |
|  |             | P Raja D Sharan              | 7                            | 64                    | [6]                   |  |  |                  |                              |                              |                              |                           |                           |    |            |                                              |                                              | Ruben Gonzales Reese Stalder | Ruben Gonzales Reese Stalder | 7 | 6 |        |        |        |        |        |  |
|  | WC          | P Bertran V Estrella Burgos  | 64                           | 7                     | [10]                  |  |  | WC               | P Bertran V Estrella Burgos  | P Bertran V Estrella Burgos  | 2                            | 62                        |                           |    |            |                                              |                                              |                              |                              |   |   |        |        |        |        |        |  |
|  |             | R Gonzales R Stalder         | R Gonzales R Stalder         | 6                     | 6                     |  |  |                  | R Gonzales R Stalder         | R Gonzales R Stalder         | 6                            | 7                         |                           |    |            |                                              |                                              |                              |                              |   |   |        |        |        |        |        |  |
|  | 3           | LD Martínez N Mejía          | LD Martínez N Mejía          | 4                     | 3                     |  |  |                  |                              |                              |                              |                           |                           |    |            | R Gonzales R Stalder                         | R Gonzales R Stalder                         | R Gonzales R Stalder         | w/o                          |   |   |        |        |        |        |        |  |
|  |             | TM Etcheverry GA Olivieri    | 4                            | 6                     | [10]                  |  |  |                  |                              |                              | D Dutra da Silva A Merino    | D Dutra da Silva A Merino | D Dutra da Silva A Merino |    |            |                                              |                                              |                              |                              |   |   |        |        |        |        |        |  |
|  |             | R Olivo TA Tirante           | 6                            | 3                     | [6]                   |  |  |                  | TM Etcheverry GA Olivieri    | TM Etcheverry GA Olivieri    | TM Etcheverry GA Olivieri    |                           |                           |    |            |                                              |                                              |                              |                              |   |   |        |        |        |        |        |  |
|  |             | D Dutra da Silva A Merino    | D Dutra da Silva A Merino    | 6                     | 7                     |  |  |                  | D Dutra da Silva A Merino    | D Dutra da Silva A Merino    | D Dutra da Silva A Merino    | w/o                       |                           |    |            |                                              |                                              |                              |                              |   |   |        |        |        |        |        |  |
|  | 2           | E King N Monroe              | E King N Monroe              | 4                     | 63                    |  |  |                  |                              |                              |                              |                           |                           |    |            |                                              |                                              |                              |                              |   |   |        |        |        |        |        |  |